# Монтефорте д'Алпоне
Монтефо̀рте д'Алпо̀не (на италиански: Monteforte d'Alpone; на венециански: Monteforte d'Alpon, Монтефорте д'Алпон) е градче и община в Северна Италия, провинция Верона, регион Венето. Разположено е на 38 m надморска височина. Населението на общината е 8891 души (към 2015 г.).